# Hospital Duran i Reynals
L'Hospital Duran i Reynals és un centre sanitari de l'Hospitalet de Llobregat, a prop de l'Hospital Universitari de Bellvitge. Aquest centre acull l'Institut Català d'Oncologia i el centre sociosanitari Hestia Duran i Reynals.
L'edifici de l'Hospital va començar a construir-se el 1975, al cantó de l'autovia de Castelldefells, davant de l'Hospital de Bellvitge, però van aturar-se per diversos problemes. L'any 1978, en plena construcció, encara estava envoltat de terres agrícoles. Després d'estar alguns anys abandonat, l'Associació Espanyola contra el Càncer va cedir el projecte a la Generalitat de Catalunya, tot passant a formar part de la Ciutat Sanitària i Universitària de Bellvitge.
L'any 1995, es va constituir l'Institut Català d'Oncologia (ICO) com a empresa pública del Departament de Salut de la Generalitat de Catalunya, i es va instal·lar en l'edifici de l'hospital, que al llarg dels anys va anar veient com s'anaven completant les diverses plantes i sectors. L'any 2008 es va inaugurar el conjunt de l'hospital, després de 33 anys d'obres i intervals d'aturada.
EL 2014 es va produir el traspàs de gestió d'una part de l'hospital per al Centre Sociosanitari Hestia, que es va envoltar d'una forta polèmica.